# Christelijk-Historische Partij
De Christelijk-Historische Partij was een christelijke Nederlandse politieke partij die in april 1903 ontstond door een fusie van de Vrij-Antirevolutionaire Partij (VAR) en de Christelijk-Historische Kiezersbond (CH-Kiezersbond). De partij legde nadruk op het protestantse karakter van Nederland en op de noodzaak van het behoud daarvan.
De beginselen van de CHP weken niet veel af van die van de VAR en de CH-Kiezersbond. Er werd wel meer nadruk gelegd op het christelijke karakter van de partij en op het protestantse karakter van Nederland.
De belangrijkste voormannen van de CHP waren Jhr. A.F. de Savornin Lohman en J.Th. de Visser.
In 1908 fuseerde de CHP met de Friese Bond. Daaruit kwam de Christelijk-Historische Unie voort.